# Anthony Joseph Zerilli
Anthony Joseph „Tony Z.“ Zerilli (* 24. Oktober 1927 in Detroit, Michigan; † 31. März 2015 in Weston (Florida)) war ein italienisch-amerikanischer Mobster der amerikanischen Cosa Nostra und etwa drei Jahrzehnte lang der Underboss, sowie zeitweise amtierender Boss in der Zerilli-Familie (Detroit Crime Family), auch bekannt als Detroit Partnership oder Detroit Combination.

## Leben

### Frühe Jahre
Anthony Joseph Zerilli wurde am 24. Oktober 1927 in Detroit (Michigan) als Sohn von Joseph „Joe Z.“ Zerilli und Josephine Finazzo geboren. Schon zu dieser Zeit war Tonys Vater unter der Führung von Salvatore Catalanotte ein ranghohes Mitglied im sogenannten Eastside Mob, welcher von Zerillis Partner Angelo Meli angeführt wurde. Ab dem Jahr 1936 übernahm Joe Z die Führung der Familie und wird sie während der nächsten 4 Jahrzehnte, bis zu seinem Tod im Jahr 1977 führen; eine solch lange Amtszeit als offizieller Boss, hatten in der Geschichte der amerikanischen Cosa Nostra neben ihm nur sehr wenige Bosse.

### Tonys Aufstieg
Berichten zufolge wurde Tony Z im Jahr 1947 ein „gemachter Mann“, nachdem er und sein Cousin 1. Grades, Giacomo „Black Jack“ Tocco, sich mit dem Mord an einem Mann namens Gast Andromalius die Mitgliedschaft in der Mafia Detroits verdient hatten.
Anthony Zerilli machte im Jahr 1949 seinen Abschluss auf der University of Detroit und im selben Jahr wurde er Präsident von Hazel Park Racing Association and Track in Hazel Park in Michigan und besaß einen Anteil im Wert von für 50.000 US-Dollar. In den kommenden dreiundzwanzig Jahren machte der Hazel Park schätzungsweise 15 Millionen Dollar pro Jahr Umsatz und setzte einen Jahresgewinn von 1.200.000 Dollar für seine Investoren ab. Der Hazel Park war so ein Erfolg, dass Tony, Black Jack Tocco und Dominic „Fats“ Corrado im August 1970 beschlossen, eine weitere Rennstrecke in Hollywood (Florida) zu bauen; allerdings wurde das zweite Projekt namens Hazel Park South abgesagt, da Tony später rechtliche Probleme bekam. Dies zwang Tony und seine Partner im Jahr 1972 auch dazu, den ursprünglichen Hazel Park in Michigan zu verkaufen.
Nach dem Verkauf von Hazel Park erhielt Tony für seine 92.634 Aktien, 780.000 US-Dollar. Seine Gewinne aus dem Hazel Park erlaubte es ihm, in mehrere andere Geschäfte einzusteigen; darunter die Gründung des Spaghetti Palace Restaurants in der Nähe der Macomb Mall in Roseville (Michigan), welches schnell zu Zerillis Hauptsitz wurde.

### Ärger in Las Vegas
Während der frühen sechziger Jahre begann Tony, einen großen Teil seiner Zeit in Las Vegas zu verbringen. Er beobachtete die Investitionen anderer Partner und suchte nach neuen Möglichkeiten, den Einfluss seiner Familie in dieser Stadt auszuweiten. Im Jahr 1964, gewann Zerilli zusammen mit seinem Partner Michael Santo „Big Mike“ Polizzi, durch einen ehemaligen Richter aus Hamtramck namens Arthur Rooks und dem Toledo Hotelbesitzer Irving Shapiro als Schauspiel-Besitzer, die Kontrolle über das New Frontier Hotel. Später wurden Tony, Polizzi, Shapiro und Rechtsanwalt Peter J. Bellanca verurteilt, da sie für 2 Jahre, monatlich circa 250.000 US-Dollar illegal aus dem Frontier abschöpften.

### Tonys Untergang
Tonys Vater Joe Z, ging ab dem Jahr 1964 in den Halb-Ruhestand und ernannte Tony zum amtierenden Boss; wurde jedoch 1974–1979 zusammen mit seinem Consigliere Giovanni Priziola inhaftiert und sein Vater übernahm während dieser Zeit, bis zu seinem Tod im Jahr 1977 wieder die vollständige Leitung. Mit dem Ableben von Joe Z wurde Giovanni Priziola der neue Kopf der Familie. Priziola ernannte Giacomo „Black Jack“ Tocco zum amtierenden Boss und Tony Z. zum Underboss der Familie. Priziola verstarb 1979 im Alter von 84 Jahren und Black Jack Tocco wurde sein offizieller Nachfolger.
Am 15. März 1996 wurden Anthony Zerilli, Jack Tocco und 15 weitere angebliche Mitglieder der Familie in einem 25-Punkte-RICO-Fall angeklagt; unter anderem wegen Verschwörung zum illegalen Glücksspiel und zu einer kriminellen Vereinigung. Zu diesem Zeitpunkt soll Tocco Zerilli abgeschnitten haben, indem er ihn finanziell austrocknete, sich weigerte mit ihm zu sprechen und alle anderen in der Verbrecherfamilie angewiesen hat, dasselbe zu tun. Zerilli und der Rest der angeblichen Mafiamitglieder wurden bis zum Prozess auf Kaution befreit. Der Prozess begann schließlich im Februar 1998 und am 29. April 1998 befand die Jury, Tocco in 12 Anklagepunkten für schuldig. Zerillis Anwälte konnten den Prozess für ihn bis zum 19. August 2002 aufschieben und am 7. November 2002 wurde er für schuldig erklärt. Tony wurde inhaftiert und am 6. April 2008 aus der Haft entlassen.
Im selben Jahr wurde Tony von Tocco degradiert und in den Ruhestand gezwungen. Der ehemalige US-Anwalt Keith Corbett zitierte: „Zwischen Tony und seinem Cousin, Jack, gibt es viel Bitterkeit ... und der Groll geht in beide Richtungen.“ Nach wiederholten Versuchen von Zerilli, sich mit Tocco zu treffen und seinen Status in der Familie zurückfordern zu können, nachdem er in den späten 2000er und frühen 2010er nach Detroit zurückgekehrt war, scheiterte Tony Z.
Zerilli flüchtete zum FBI und erklärte im Januar 2013, dass „Tony Jack“ Giacalone, ein Capo namens Peter „Bozzi“ Vitale und der Consigliere Anthony „Tony Pal“ Palazzolo, für den Tod von Jimmy Hoffa verantwortlich seien. Kurz nach seiner Ermordung sei er 20 Meilen nördlich des Restaurants im Oakland County in einem Feld begraben worden. Grabungen des FBI blieben im Juni 2013 ohne Ergebnis.
Anthony Joseph „Tony Z.“ Zerilli starb am 31. März 2015 eines natürlichen Todes in seinem Wohnsitz in Weston (Florida). Er hinterlässt seine Frau Rosalie und fünf Kinder.